# Club Voleibol Caravaca
Il Club Voleibol Caravaca è una società pallavolistica maschile spagnola, con sede a Caravaca de la Cruz, nella comunità autonoma di Murcia.

## Storia della società
Fondato nel 2000 all'interno dell'Asociación deportiva Cruz de Caravaca, se ne distaccò nel 2005, assumendo l'attuale denominazione e iniziando una rapida ascesa verso le categorie professionistiche spagnole. In due sole stagioni passò dalla quarta alla seconda categoria, la Superliga 2, raggiunta nel 2008.
All'esordio in Superliga 2, guidata dal giovane allenatore José María Nicolás Marín, ottenne un'inattesa e brillante terza promozione consecutiva, grazie al terzo posto finale. Milita dunque attualmente, per la prima volta nella sua breve storia, in Superliga, massimo livello della pallavolo spagnola.